# Ermilo (Chispas) Padrón
Ermilo Alfonso Padrón López (19 de septiembre de 1898-1978) más conocido como Chispas Padrón, fue un poeta, compositor y trovador mexicano nacido y fallecido en Mérida, Yucatán. Representativo de la trova yucateca.

## Datos biográficos
Poeta de notable fecundidad, se estima que produjo alrededor de 650 poemas que encontraron musicalización de parte de más de 50 
compositores. De éstas no menos de 60 canciones obtuvieron el favor del público y se encuentran ampliamente popularizadas.
Entre 1924 y 1926 escribió los versos de Rayito de sol y de Para olvidarte, ambas musicalizadas por Guty Cárdenas, que hasta la fecha son clásicos de la canción romántica de la península de Yucatán. Entre otros éxitos escribió la letra de: Desdén, Rosa linda, Nube errante, estas dos últimas con música de Ricardo Palmerín. También escribió: Dos dolores, En la vieja noria, Torcacita y Amapola del trigal.
En 1972 recibió en su tierra natal la Medalla Guty Cárdenas por parte del Ayuntamiento de Mérida (Yucatán).